# Generali Deutschland
Generali Deutschland AG (do 2008: AMB Generali) je německá holdingová společnost, která se skládá ze 20 pojišťovacích společností. Je to druhá největší pojišťovací společnost v Německu, hned za Allianz. Sídlo společnosti se nachází v Mnichově. Mezi společnosti, které patří pod Generali Deutschalnd se řadí Generali Versicherung, AachenMünchener, CosmosDirekt a další. Společnost je ve vlastnictví italské skupiny společností Assicurazioni Generali.
Od roku 2015 je Giovanni Liverani výkonný ředitel Generali Deutschland. V květnu 2015 oznámil novou strategii, která mimo jiné zahrnuje přejmenování na Generali Deutschland (původně: Generali Deutschland Holding) a přestěhování sídla společnosti z Kolína nad Rýnem do Mnichova.

## Ekonomické aktivity
Pod záštitou Generali Deutschland AG vystupuje velký počet pojišťovatelů a společností nabízející finanční služby, včetně Generali Versicherung, AachenMünchener, CosmosDirekt, Central Krankenversicherung, Advocard Rechtsschutzversicherung, Deutsche Bausparkasse Badenia a Dialog. Tyto společnosti pokrývají celé spektrum finančních služeb, jako životní, zdravotní, majetkové pojištění, pojištění právních výloh, financováni výstavby, stejně jako doplňková řešení, správa ve prospěch třetí osoby a makléřství nemovitostí.

## Ekonomická data
Hospodářský výsledek Generali v Německu během fiskálního roku 2015 byl €792 milionů (+5% oproti roku 2014), celkový obrat činil €17,8 miliard. Generali Deutschland má asi 13,5 milionů zákazníků po celém Německu a k 31. prosinci 2015 měla přibližně 13.000 zaměstnanců.